# Vierkantschlüssel

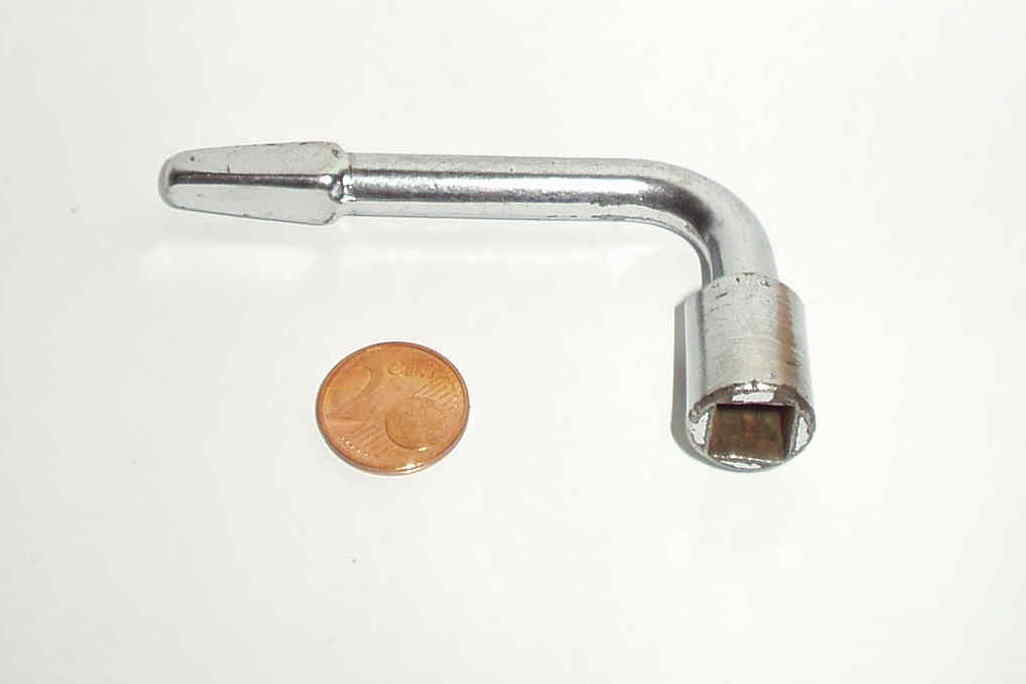
Vierkantschlüssel nach UIC-Norm, wie er von den Eisenbahnern verwendet wird. Innen- und Außenvierkant sind konisch.

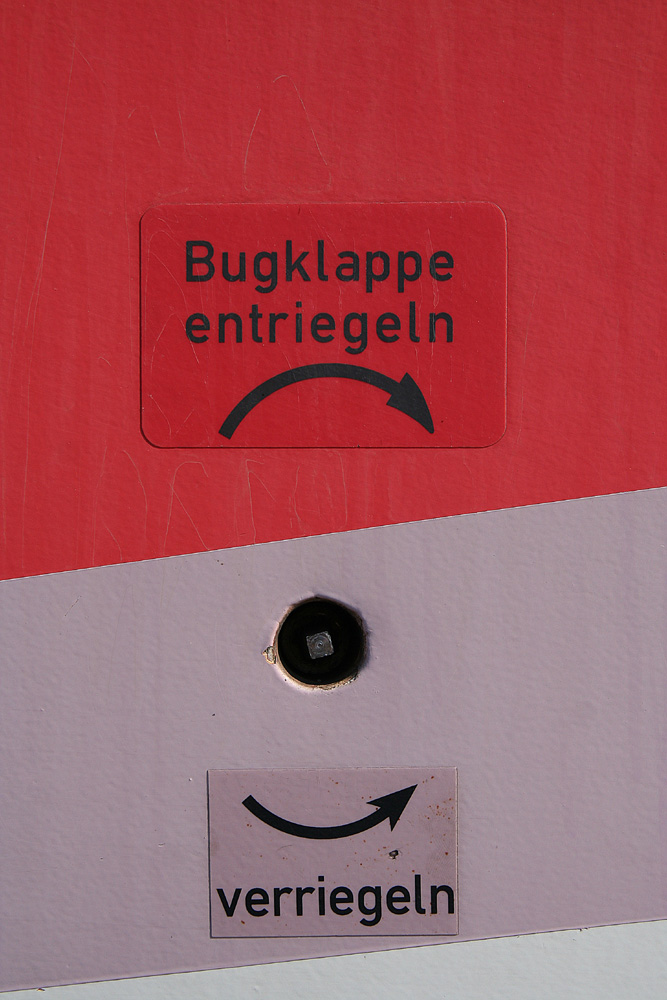
Vierkantschloss an den Bugklappen am ICE S

Als Vierkantschlüssel bezeichnet man üblicherweise einen Schraubenschlüssel für Schrauben mit quadratischem Kopf. Für Schrauben mit Innenvierkant gibt es beispielsweise den Robertson-Schraubenzieher. Der Vierkantschlüssel besteht, von Sonderformen abgesehen, aus einem Innenvierkant, der an seinem oberen Ende mit einem Griff versehen ist. Ein Innenvierkant ist ein dickwandiges Metallrohr, dessen Innenseite nicht rund, sondern – im Querschnitt betrachtet – quadratisch ist. Diese quadratische Innenform passt auf das im Schloss befindliche Gegenstück, den dort hervorstehenden Außenvierkant, welcher eine entsprechend große quadratische Form hat. Setzt man den Vierkantschlüssel mit dem Innenvierkant auf das Schloss mit dem Außenvierkant auf, so kann man diesen drehen, wie eine Schraube mit einem Schraubenzieher oder eine Mutter mit einem Schraubenschlüssel, und so das Schloss oder das Ventil, das durch den Vierkant gesichert ist, öffnen bzw. schließen.
Vierkantprofile können meist einfacher als 6-, 3- oder gar 5-Kant gefertigt werden. Eine quadratische Passung ist bei größerem Radialspiel noch verdrehfester als eine sechskantige. Schlösser mit Vierkant bieten nur einen geringen Schutz gegen unbefugtes Betätigen, weshalb zunehmend andere Schlösser zum Einsatz kommen.
Vorteil des Vierkantprofiles für den Betätigungsstift gegenüber anderen in Frage kommenden Profilen ist eine einfache Herstellung. Ein Torx-Profil kann z. B. nicht mit Standard-Zerspanungswerkzeugen hergestellt werden. Als Vorteil kann auch angesehen werden, dass sich ein Vierkantschloss im Notfall auch mit Behelfswerkzeug (Zange/Schraubenschlüssel) betätigen lässt.
Es gibt den Vierkantschlüssel in verschiedenen Größen, die der Kantenlänge des Quadrates entsprechen; die gängigsten sind 7 mm und 8 mm, die Größe kann jedoch von wenigen Millimetern bis zu mehreren Zentimetern reichen.
Vierkantschlüssel finden Anwendung bei der Eisenbahn (Kantenlänge: 8 mm), an Fenstern, einfachen Schaltkästen und Hydranten (Schieberschlüssel), Wässerhähnen, sowie zur Betätigung von Entlüfterventilen an Heizkörpern. Weitere Beispiele sind Schaltschränke und Schutzabdeckungen im Maschinen- und Anlagenbau.
Schraubnüsse weisen häufig ein axiales Vierkantloch zur Aufnahme einer Verlängerung oder einer Handratsche auf. Das Quadrat der losen Passung ist 1/4", 3/8", 1/2" oder Verdoppelte davon und überträgt Drehmoment durch Formschluss. Eine zusätzliche Kugelraste oder ein Federring, jeweils am Außenvierkant, oder ein Splint kann die Verbindung sichern.
Abziehbare Aufziehschlüssel für Uhrwerke oder Federmotoren, etwa für Spielzeug, weisen konische oder parallele Vierkante auf.
Mit dem konischen Vierkant eines Baustellenschlüssels können Türen mit Vierkantloch (typisch 7–10 mm) in der Nuss – etwa im Einstemmschloss von Türen – geöffnet werden, wenn diese noch keine Türdrücker montiert haben.
Im Eisenbahnwesen wird der Vierkantschlüssel auch „Berner Schlüssel“ genannt (im englischen Sprachraum Berne Key), nach dem Abkommen von Bern vom 15. Mai 1886, bei dem verschiedene technische Parameter für den grenzüberschreitenden Eisenbahnverkehr vereinbart wurden.
Spannfutter an Drehmaschinen weisen meist Vierkantantriebe (Innenvierkante) für jede der 3 oder 4 Spannbacken zum Festziehen auf. An Klemmschrauben des Werkzeughalters treten hier Außenvierkante auf. Vierkante sind robust und die 90°-Rotationssymmetrie der Passung erlaubt gute Übersicht beim Nachsetzen des Schlüssels und beim Einprägen einer Position.
Kegelventile an Gasinstallationen und Kugel-Ablassventile an wassergefüllten Heizanlagen weisen typischerweise einen Vierkantantrieb auf. Der Außenvierkant weist an der Stirnseite typischerweise eine Rille entlang der Quadratdiagonale auf, an der die Stellung des Durchlasslochs ablesbar ist. Auch die Griffe der üblichen Eisenguss-Vierkantschlüssel dazu sind parallel zur Diagonale orientiert.